# Martin Sonneborn
Martin Hans Sonneborn (født 15. maj 1965 i Göttingen) er medlem af Europaparlamentet for det tyske parti Die Partei, som han samtidigt er formand for. Han har arbejdet indenfor satire, især for det tyske magasin Titanic.